# Mechane
De mechane (Grieks: μηχανῆ, mēkhanē) is een mechanisme gemaakt uit hout, dat in het theater in het oude Griekenland vooral werd gebruikt in  500 tot 400 v.Chr. Met dit mechanisme werd een speler opgetild zodat hij door de lucht zweefde, alsof hij vloog. 
Meestal suggereerde het het neerdalen van een god op aarde.